# Triadica rotundifolia
Triadica rotundifolia är en törelväxtart som först beskrevs av William Botting Hemsley, och fick sitt nu gällande namn av Hans-Joachim Esser. Triadica rotundifolia ingår i släktet Triadica och familjen törelväxter. Inga underarter finns listade i Catalogue of Life.